# سونيا ليمان
سونيا ليمان (بالألمانية: Sonja Lehmann)‏ هي لاعب هوكي الحقل ألمانية، ولدت في 13 سبتمبر 1979 في برلين في ألمانيا.

## وصلات خارجية
- سونيا ليمان على موقع أوليمبيديا (الإنجليزية)